# Coco (dans)
Coco is een muziekvorm en een dans uit het Noorden en Noordoosten van Brazilië.

## Muziek
Bij coco worden de volgende instrumenten gebruikt:
- Ganzá: een cilindrische buis, gevuld met zand of zaadjes
- Surdo: een soort tenortrom
- Tamboerijn
- Triangel

Daarnaast wordt er gedanst op houten klompen en wordt er in de handen geklapt. Deze geluiden vormen een belangrijk ritme-element in de muziek.
De melodieën en de teksten zijn vaak vrij eenvoudig. De muziek heeft een sterke Afrikaanse invloed. Deze invloed komt terug in de sterke aanwezigheid van de percussie, en in de zang. Deze is in de vorm van vraag en antwoord: een voorzinger (cantadô) zingt telkens een regel, waarna deze door een achtergrondkoortje wordt herhaald.

## Dans
Het is een typische plattelandsdans, die wel aan de quadrille doet denken. Een bijzonder element is dat de danspartners soms met hun buiken tegen elkaar stoten (umbigada).
De manier waarop de coco in paren of in een cirkel wordt gedanst, heeft een onmiskenbare Europese invloed, die voortkomt uit de Portugese kolonisatie. Daarnaast hebben de beweging een sterk Afrikaans element. Verder zijn er in de dans inheemse invloeden te bespeuren.

## Ontstaan
Over het ontstaan van de coco bestaan verschillende versies. De meest aanvaarde versie is dat de dans afkomstig is van de kokosplantages. Het zou ontstaan zijn als een lied dat gezongen werd om ritme te geven aan het werk op de plantage. Volgens anderen komt de muziek voort uit het ritme waarin de arbeiders de kokosnoten met een steen openbraken.
Anderen zeggen echter dat de arbeiders vroeger bij de bouw van een huis de aarden vloeren met klompen aandrukten, en dat de dans daaruit ontstaan is.
Ook is het onduidelijk in welke deelstaat van Brazilië de coco ontstaan is. De meest waarschijnlijke kandidaten zijn Alagoas, Paraíba en Pernambuco. Bovendien is er een verschil van mening of de dans uit het binnenland komt, en zich daarna over de steden verspreid heeft, of dat het aan de kust ontstaan is, waar meer kokospalmen groeien.

## Naamgeving
Het woord coco ("kokosnoot") verwijst naar de kokosplantages. Volgens andere versies betekent het woord coco echter "hoofd" in een lokaal dialect, wat ernaar verwijst dat de gezongen melodieën spontaan in het hoofd opkomen.

## Soorten
Er zijn verschillende soorten coco. Deze zijn echter niet scherp afgebakend, en de namen overlappen elkaar soms. Enkele soorten zijn:
- Coco de roda (in een cirkel gedanst)
- Coco de embolada
- Coco de praia (op het strand gedanst, met zeer bewerkelijke choreografieën)
- Coco do sertão (uit het binnenland)

## Moderne tijd
De muziek begon bij een breder publiek bekend te worden door Jackson do Pandeiro, die in 1953 het coco-lied Sebastiana opnam. Daarna verwerkten diverse artiesten coco-elementen in hun muziek, zoals Gal Costa, Gilberto Gil en Alceu Valença.
In de jaren '90 maakte de coco in Recife een revival door, met name doordat de groep Chico Science & Nação Zumbi het ritme in zijn muziek verwerkte. Tegenwoordig komt het ritme zelfs bij verschillende rockgroepen uit Pernambuco terug.